# Vlado Miloševič
Vlado Miloševič, slovenski nogometaš, * 4. junij 1968, Ljubljana.
Miloševič je v jugoslovanski ligi igral za kluba Rijeka in Olimpija, v slovenski ligi pa za kluba Ljubljana in Beltinci. V prvi slovenski ligi je skupno odigral 57 tekem in dosegel 43 golov.
Za slovensko reprezentanco je med letoma 1992 in 1994 odigral dve uradni tekmi in dosegel en gol. Edini reprezentančni gol je dosegel na prijateljski tekmi 7. novembra 1992 proti ciprski reprezentanci za 1:1.